# Lactuca stolonifera
Lactuca stolonifera là một loài thực vật có hoa trong họ Cúc. Loài này được (A. Gray) Maxim. mô tả khoa học đầu tiên năm 1873.